# Spoorlijn 223
Spoorlijn 223 is een Belgische industrielijn in de haven van Antwerpen. Hij loopt vanuit Blok 10 en Blok G9/H9 in het vormingsstation Antwerpen-Noord naar de Lillobrug, dan langs de Schelde, verder over de Berendrecht- en Zandvlietsluis en uiteindelijk over de Noordlandbrug tot aan het goederenstation Noordland, juist ten noorden van het dorp Zandvliet, in het uiterste noorden van de haven van Antwerpen. Hiermee bedient spoorlijn 223 het noordelijke deel van de haven.
Net voorbij de Lillobrug (kant Lillo) is er een aansluiting op spoorlijn 221, die het zuidelijke deel van de haven bedient. Met het slopen van de Petroleumbrug is er echter geen doorgaand verkeer meer mogelijk op lijn 221.
Ter hoogte van het sluizencomplex (Zandvliet-/Berendrechtsluis) is de spoorlijn gesplitst: lijn 223 loopt over de sluizen langs de havenkant en lijn 223A loopt over de sluizen langs de Scheldekant.
De maximumsnelheid bedraagt 40 km/u.

## Lijn 223 I & 223 II
Lijn 223 I is het gedeelte tussen Blok G9-H9 en verbinding 18. Tussen Blok 10 en de verbinding 18 ligt lijn 223 II.

## Aansluitingen
In de volgende plaatsen is er een aansluiting op de volgende spoorlijnen:
verbinding 18
Spoorlijn 223 I tussen Antwerpen-Noord Blok G9-H9 en verbinding 18
Spoorlijn 223 II tussen Antwerpen-Noord Blok 10 en verbinding 18
Y Lillobrug
Spoorlijn 221 tussen Y Ford en Y Lillobrug
Y Witte Molen
Spoorlijn 221/1 tussen Y Bayer en Y Witte Molen
Y Oudendijk
Spoorlijn 223A tussen Y Oudendijk en Y Frederik
Y Frederik
Spoorlijn 223A tussen Y Oudendijk en Y Frederik
Bundel Noordland
Spoorlijn 11 tussen Y Schijn en Bundel Noordland